# Malédiction de LaBonte
La malédiction de Labonte est très probablement l'un des incidents les plus célèbres de l'histoire du curling, un sport de précision pratiqué sur la glace. Il a été causé lors de la finale du championnat du monde masculin de curling 1972 organisé à Garmisch-Partenkirchen en Allemagne. 

## Déroulement des faits
L'équipe canadienne, dirigée par Orest Meleschuk, joue contre l'équipe américaine skippé par Robert Labonte pour la finale. Le Canada, invaincu jusqu'à ce jeu, est mené de deux points à la dernière et a donc besoin de deux points pour égaliser. Meleschuk a le marteau (la dernière pierre), dernier tir de la rencontre.
Au moment de lancer la pierre, les Américains ont une pierre en plein centre de la « maison » et celle du Canada juste à côté. Les États-Unis ont une deuxième pierre mordant le cercle des 8 pieds. Pour un match nul, Meleschuk doit frapper la pierre américaine et ne pas glisser plus loin que la deuxième pierre américaine. 
La pierre de Meleschuk fait le coup, évacue la pierre et glisse vers la zone des 8 pieds. Quand elle s'arrête, elle est près de la deuxième pierre américaine. Les Américains pensent que le point n'est pas fait, et le « third » (ou troisième) des États-Unis, Frank Aasand, saute en l'air pour célébrer la victoire. Dans le même temps, le troisième du Canada, Dave Romano, est en train de rechercher à qui est la seconde pierre, pour savoir si le Canada a remporté ou non les deux points pour égaliser. Si un seul point est marqué, les Américains remportent la manche et le titre de champions du monde.
Alors que Romano analyse la position des pierres, Labonte saute lui aussi en l'air pour célébrer le point, mais glisse et heurte accidentellement du pied la pierre canadienne. Romano n'était toujours pas d'accord sur qui avait remporté le point, et la glissade de Labonte a amené la pierre canadienne plus près que la pierre américaine. Il est décidé que le Canada reçoive les deux points de cette manche, ce qui conduit à une manche supplémentaire (le bout). Le Canada gagne un autre point et remporte finalement le championnat.

## Résultats
Résultats complets de la finale :
| Équipes              | 1 | 2 | 3 | 4 | 5 | 6 | 7 | 8 | 9 | 10 | 11 | Total |
| -------------------- | - | - | - | - | - | - | - | - | - | -- | -- | ----- |
| Canada (Meleschuk)   | 2 | 0 | 2 | 1 | 0 | 2 | 0 | 0 | 2 | 2  | 1  | 10    |
| États-Unis (LaBonte) | 0 | 1 | 0 | 0 | 2 | 0 | 2 | 2 | 0 | 0  | 0  | 9     |

## Suites de l'incident
Il sera dit plus tard que LaBonte a jeté un sort sur le Canada, parce que les Canadiens n'ont plus remporté de championnat du monde jusqu'en 1980. La journaliste canadienne Larry Tucker est généralement considérée comme étant à l'origine de cette rumeur.
Une deuxième « malédiction » est que l'équipe du Dakota du Nord n'a plus représenté les États-Unis au championnat du monde de curling jusqu'en 1997.